# (964) Subamara
(964) Subamara es un asteroide perteneciente al cinturón de asteroides descubierto el 27 de octubre de 1921 por Johann Palisa desde el observatorio de Viena, Austria.
Está posiblemente nombrado por una combinación de palabras latinas cuyo significado es muy amargo.